# ザ! キャッシュマン
『ザ!キャッシュマン』は、フジテレビ系列局（一部を除く）で放送されていたバラエティ番組である。フジテレビと関西テレビの共同制作（番組制作会社はイースト）。制作局のフジテレビと関西テレビでは2001年4月20日から同年8月24日まで、毎週金曜 19:00 - 19:57 （日本標準時）に放送。
出場者たちが大金を獲得するため、様々なゲームに挑戦していた。司会は島田紳助と真中瞳が務めていた。
ローカルセールス枠での放送だった。また、番組の送出はフジテレビから行われた。
1997年4月25日にスタートした『チチパパ親父!娘をたのむで!』から続いてきた金曜19:00枠におけるフジテレビ・関西テレビ共同制作のレギュラー番組は、この番組をもって5年間の歴史に幕を下ろした。

## ルール

### 初期
芸能人ゲストが5人1組のチームを組んで出場。出場チームはあらかじめ1000万円を手にした状態で5つのゲームに挑戦していた。
各ゲームともに、チームのいずれか1人が代表者になって挑戦する方式で、成功すれば次のゲームへ進むことができた。しかし、失敗するとその人物は失格となり、以降のゲームへの挑戦権を剥奪された。失格者が出た場合には新たに代表者を出し、誰かが成功するまで同じゲームに挑戦し続けることになった。救済措置として、持ち金を100万円消費するごとにゲームの難易度を下げられる「イージー」、失格者を1人戻せる「復活」という手段も用意されていた。
全てのゲームを成功させれば、出場チームは残りの持ち金を賞金として獲得できた。

### 中期
初期と同様に、芸能人ゲストが5人1組のチームを組んで出場。ゲームも同様に5つが用意されていたが、各ゲームでの正解数に応じた賞金を積み立てていく方式となっていた。正解数と賞金額の関係は以下のとおり。
- 0問 → 0円
- 1問 → 1万円
- 2問 → 2万円
- 3問 → 3万円
- 4問 → 5万円
- 5問 → 10万円
- 6問 → 20万円
- 7問 → 30万円

- 8問 → 50万円
- 9問 → 70万円
- 10問 → 100万円
- 11問 → 130万円
- 12問 → 160万円
- 13問 → 200万円
- 14問 → 250万円
- 15問 → 300万円

出場チームは4つのゲームに挑戦した後、ラストゲームの「キープ・ザ・キャッシュ」に挑戦。このゲームで7問連続正解できれば、それまでに積み立ててきた賞金を獲得できた。

### 末期
お金を必要としている一般からの参加者と芸能人ゲストが出場する方式になった。番組が提示したゲームや課題に挑戦し、成功すれば希望する額の賞金を獲得できた（上限1000万円）。

## ゲーム一覧
ディナークラッシャー
初回のみで行われたゲーム。いわゆる「テーブルクロス引き」で、上に置かれたものを一個も倒さずに引き抜くことができればクリア。イージーを使用するたびに上に置かれる物の数が減っていく。
メモリー爆弾
初回のみで行われたゲーム。大食いチャンピオンの小林尊が食べた寿司ネタ3つを記憶して答える。正解すればクリア。
後だしジャンケン
初回のみで行われたゲーム。マシーンが出す「勝ったらダメよ」と「負けたらダメよ」の指示に合わせてジャンケンをする。10回連続で成功すればクリア。イージーを使用するたびにノルマが下がる。
スローダウンバイシクル
第2回のみで行われたゲーム。
ダッシュマン
1人が巨大なレコード盤の上を走ると、走っている速度に比例した速さである曲が再生されるので、それが何の曲かを当てる。初期では5問正解すれば成功。後に3問正解すれば成功。イージーを使用するたびにノルマが下がる。中期では3分間で2組の合計正解数で、正解数に応じた賞金を積立できた。
ワイパーマン
1人が青い布で画面を拭くと、布の当たっている部分だけ画面の映像が見えるようになるので、それが何の映像かを当てる。制限時間は1分。第1期では3問正解すれば成功。イージーを使用すると両手で青い布を拭けるようになる。中期は制限時間5分間の正解数に応じた賞金を積立できた。
メジャー・イン・メジャー
観客が自分たちに出されたアンケートの答えを書いた後、代表者1人が観客の書いていそうな答えを1つだけボードで答える。誰か1人でも同じ答えを書いた観客がいれば成功。代表者と違う答えを書いた観客は着席し、以降はアンケートに参加できなくなる。観客全員を着席させる前に10問連続で正解できれば成功。イージーを使用するたびにノルマが7問連続正解、5問連続正解…と下がっていく。中期は「キープ・ザ・キャッシュ」の名前でラストゲームに。観客全員を着席させる前に7問連続で正解できれば成功、賞金を獲得。ボーナスチャンスとして8問目以降もチャレンジ可能。1問クリアごとに100万円獲得。但し、ボーナスチャンス時に途中で失敗すると賞金は10分の１になる。
アー・ユー・チキン？
頭上から落下するグローブを紐を引いて止め、止まった位置が頭上30cm以内の「クリアゾーン」であれば成功。頭にグローブが当たったり、クリアゾーンよりも上で止めてしまうと失格。イージーを使用するたびにクリアゾーンが60cm、90cm…と広くなっていく。
ジキジキVロード
初期のラストゲーム。全身に磁石が貼り付けられた特製の服を着て、鉄製の壁や障害物が配置されたコースを磁石がくっつかないように気を配って渡る。コースは3エリアに区切られており、全エリアを制限時間2分以内に走破できれば成功となり、賞金を獲得。途中で壁や障害物にくっついたり、制限時間を過ぎたりすると失格。
ジャンプマン
最初に「白いもの」や「偶数のもの」など何らかのテーマを発表。そして出場者全員が中央の線の上に立ち、アナウンスされた言葉がテーマに合うか合わないかを瞬時に判断。テーマに合うと思えば合図に合わせて左側の○ゾーンへ飛び、合わないと思えば×ゾーンへ飛ぶ。間違えたり合図に遅れたりした出場者は脱落。全員が脱落するか15問正解した時点で終了。3問行い、最も多く正解した問題の正解数に応じた賞金を積立できた。
ユニカールマン
番組が招いたユニカールのプロ「ユニカールマン」と同競技で対決する。ユニカールは後攻が有利な競技であるため、ゲストはハンデとして常に後攻でプレイできた。得点も通常方式でなく、自チームが近ければ一番中心に近いストーンが置かれた所の得点が加算。ユニカールマンが近ければ一律0点。2戦行い、合計得点で獲得賞金が決まる。

## スタッフ
最終回時点
- 構成：村上卓史、鈴木おさむ、須平敦宣、高橋ナツコ、すずきB、マツピロ、松村智規、井手貴臣、須子博方 ／ 詩村博史
- ナレーター：田子千尋
- 編成：大野高義（フジテレビ）、佐藤洋介（関西テレビ）
- 技術プロデューサー：森野憲俊
- ＳＷ：藤本敏行
- ＣＡＭ：宮崎健司
- ＶＥ：宮本学
- ＡＵＤ：本間祥吾
- ＬＤ：藤井梅雄
- 音効：矢部公英
- ＴＫ：黒岩ゆかり
- 編集：長南敏直
- ＭＡ：出蔵孝裕
- ＣＧ：美峰
- スタジオ：田上浩二
- 美術制作：本田邦宏
- デザイン：金子隆
- 美術進行：渡部哲也
- 大道具：東山優治
- 特殊装置：日下信二
- 電飾：鶴谷周平
- アクリル装飾：関口和彦
- 視覚効果：中山信男
- アートフレーム：神崎祐樹
- 装飾：横山公一
- 衣装：佐藤和代
- メイク：久保田裕子
- モニター：芦木久宗
- 技術協力：ニユーテレス、FLT、ビームテレビセンター、メディアハウス
- 美術協力：フジアール、エイケイ
- 協力：TMCレモンスタジオ、スコープ、mp@ck
- 広報：小林晴一郎（フジテレビ）、野手正敦（関西テレビ）
- ディレクター：立川英弘、藤保修一、栖川一郎、伊勢徹、加藤よしつぐ、牧良昭
- 演出：今村悦朗
- プロデューサー：西本敦哉（関西テレビ）、角井英之（イースト）、杉山真也
- 制作協力：イースト
- 制作：フジテレビ、関西テレビ